# Partia Popullore Kombëtare
Partia Popullore Kombëtare, som grundades den 10 oktober 1920, var det första politiska partiet i Albanien.
I svensk översättning betyder namnet Nationella folkpartiet.